# Philippe Vignaud
 (mars 2021).
 (novembre 2019).
Pour les articles homonymes, voir Vignaud.
Philippe Vignaud, né en 1957, est architecte urbaniste associé de l’agence RVA (Renaud Vignaud et Associés).

## Biographie
Né en 1957 à Confolens en Charente, Philippe Vignaud se forme à l’École nationale supérieure des beaux-arts avant d’entrer à l'École dArchitecture de La Villette.[réf. nécessaire]
En 1984, il démarre son activité d’architecte en tant qu’indépendant. En 1994, il s’associe avec Dominique Renaud et constitue l’Agence d'architecture RVA. Ensemble, ils remportent plusieurs concours organisés par le Ministère de l’Équipement : Europan en 1996, « Le Chemin du temps choisi » à Rouen et Villas Urbaines Durables en 2002 à Dunkerque. 
En complémentarité de son activité professionnelle, Philippe Vignaud est engagé dans la vie politique, particulièrement en Seine-Saint-Denis où il réside[réf. nécessaire]. Membre du Parti socialiste depuis 1986, il est le candidat de l’Union de la gauche aux municipales de 1995 aux Lilas.
Il se voit confier en 1999 une mission par le Ministre délégué à la Ville, Claude Bartolone, sur la qualité urbaine dans les grands projets de ville. Son rapport, intitulé « Pour le renouvellement urbain », est remis en février 2000. Depuis 2008, il est le rapporteur général du Conseil de Développement Durable de la Seine-Saint-Denis[réf. nécessaire].
Il est l’auteur de La Ville ou le Chaos, essai paru en 2008 qui retrace l’histoire des Grands Ensembles au fil des différents dispositifs de la politique de la ville et propose un avenir urbain et sociétal pour ces territoires qui accueillent 6 millions d’habitants.
En 2012, il publie chez le même éditeur[Qui ?] Une autre Ville est possible.

## Distinctions
En 1990, pour son premier bâtiment de 89 logements sur la commune du Pré Saint Gervais, Philippe Vignaud remporte le trophée de la Caisse des Dépôts dans la catégorie logement social neuf[réf. nécessaire].
Il remporte deux concours organisés par le Ministère de l’Équipement : « Le chemin du temps choisi »  en 1996 qui traite de la reconversion des friches portuaires à Rouen, dans le cadre d’Europan qui distingue alors des architectes européens de moins de 40 ans ; puis le concours national sur l’habitat diversifié en milieu urbain dense constitué de petits collectifs et de logements individuels groupés et superposés, « Villas urbaines durables » en 2002.
En 2019, les travaux en association avec Dominique Renaud reçoivent le Trophée Béton pour la réhabilitation des logements de la résidence des Bleuets à Créteil,
En juillet 2012, il est nommé chevalier de la Légion d'honneur.

## Publications
- La Ville ou le Chaos  (préf. Yamina Benguigui), Paris, Non lieu, 2008, 166 p. (ISBN 978-2352700463)
- Une autre Ville est possible, 2012, Éditions Non Lieu, Paris (Sélection du prix Edgar Faure du livre politique au Sénat)[6]